# Куп'янськ (пункт контролю)
49°42′6″ пн. ш. 37°36′48″ сх. д. / 49.70167° пн. ш. 37.61333° сх. д.
Ку́п'янськ — пункт пропуску через державний кордон України на кордоні з Росією. Через пропускний пункт здійснюється лише залізничний вид контролю.
Розташований у Харківській області, Куп'янський район, поблизу міста Куп'янськ, на перетині автошляхів Н26 та Р79. З російського боку найближчою крупною станцією із пунктом пропуску є «Валуйки», Валуйський район Бєлгородської області.
Вид пропуску — залізничний. Статус пункту пропуску — міжнародний.
Характер перевезень — пасажирський, вантажний.
Окрім радіологічного, митного та прикордонного контролю, залізничний пункт пропуску «Куп'янськ» може здійснювати санітарний, фітосанітарний, ветеринарний та екологічний види контролю.